# Goonallica roseonitens
Goonallica roseonitens là một loài bướm đêm trong họ Noctuidae.